# Ateuchus aeneomicans
Ateuchus aeneomicans – gatunek chrząszcza z rodziny poświętnikowatych i plemienia Ateuchini.

## Taksonomia
Gatunek ten opisany został w 1868 roku przez Egara von Harolda jako Choeridium aeneomicans. W rodzaju Ateuchus umieszczony został w 1981 roku przez H. F. Howdena i O. P. Younga.

## Opis
Ciało długości od 3,5 do 5,5 mm i szerokości od 3 do 3,8 mm, kulistawe, ciemnozielonobrązowe do czarnego, z wierzchu zielonawo, czerwonawo bądź złotawo połyskujące, a pod spodem z metalicznymi refleksami. Słabo rozwinięte zęby nadustka są rozdzielone szeroko otwartym wykrojeniem. Przedplecze obrzeżone z przodu i po bokach, gładkie, najwyżej w przednich kątach z kilkoma punktami. Rzędy pokryw słabo wgłębione, na wierzchołku niewgłębione. Pygidium drobno punktowane i obrzeżone. Samiec ma wewnętrzną torebkę edeagusa pokrytą drobnymi kolcami i opatrzoną dwiema blaszkami wierzchołkowymi.

## Rozprzestrzenienie
Chrząszcz neotropikalny, znany z Panamy, Nikaragui, Kostaryki, Amazonii i Kolumbii.